# ドレルン
ドレルン (ドイツ語: Dollern) は、ドイツ連邦共和国ニーダーザクセン州のシュターデ郡に属す町村（以下、本項では便宜上「町」と記述する）である。この町はザムトゲマインデ・ホルネブルクを構成する自治体の一つである。

## 地理

### 位置
ドレルンはエルベ氷河谷左岸のゲースト背後地（ゲーストとは氷河谷に砂が堆積してできた土地）に位置する。これはハンブルクからエルベ川沿いに約40kmで、シュターデとブクステフーデとの間にあたる。

### 自治体の構成
ドレルンはホルネブルクに本部を置くザムトゲマインデ・ホルネブルクに属す。ここはドレルンの町政も担っている。

## 歴史
町内の入植跡は約55000年前からヒトが暮らしていたことを示している。ただし、定住の痕跡は遺されていない。氷期あるいは氷期後の狩猟民の痕跡は主に現在のインメングルント通りやプライスホルン通り方面に遺されている。いつ頃から集落が形成されたのかは不明である。名前の研究家ユルゲン・ウードルフは地名の意味を根拠としてキリスト生誕前後に名付けられたとしている。最も古い文献記録は1105年11月11日の日付がある、実際には12世紀半ばに造られた偽造文書である。この文書は当時新しく設立されたカトレンブルク修道院の所蔵である。1524年には納税義務者名簿に初めて住民の名が記されている。
1793年4月8日、大火がこの村を焼き尽くし、残った建物は2、3軒だけであった。この火災により2人が命を落とした。再建はその年のうちに始まった。低地ドイツの木組みホールハウス様式で建てられた建物の門の梁に刻まれた碑文がこの災害を伝え、現在も集落の中心となっている。
2004年10月にこの町の歴史に関する図版を多く収めた町史が編纂された。2005年には偽書の1105年の日付に基づいて創立900年祭が祝われた。

### 人口推移
- 1740年: 112人
- 1914年: 320人
- 1946年: 730人（このうち350人が昔からの住民で、380人は難民やドイツ人追放にあった人々であった）
- 1970年: 900人
- 2003年: 1,756人
- 2005年: 1,740人

## 行政

### 町長
町長は2006年からヴィルフリート・エーラース (SPD) が務めている。ただし彼は、その選挙以前、前任の町長ペーター・フォルマーの急逝後から既に町政を担当していた。

### 議会
この町の町議会は11議席からなる。

### 紋章
この町の紋章は青地で、バケットの付いた銀の水車、その下に銀の流れが描かれている。

## 経済と社会資本
この町には基礎課程学校が1校ある。日用品店、銀行の支店、医院、歯科医院、薬局が営業している。この他に大型家具調度、衣料品店があり、町の経済上重要である。

### 交通
ドレルンは連邦道B73号線沿い、ハンブルクとクックスハーフェンとの間に位置する。
クックスハーフェンからハンブルクへのニーダーエルベ鉄道がこの町を通っており、ドレルンに1つだけ駅がある。この路線はハンブルクSバーンに組み込まれている。
ハンブルク - クックスハーフェン自転車道や北海海浜自転車道もこの町を通っている。

### エネルギー
ドレルン近郊にE.ONが運営する大規模な変電所がある。エルベクロイツング2と呼ばれる高圧送電線はここでコントロールされている。

## 引用
1. ↑  Landesamt für Statistik Niedersachsen, LSN-Online Regionaldatenbank, Tabelle A100001G: Fortschreibung des Bevölkerungsstandes, Stand 31. Dezember 2023